# Snowshoe
Snowshoe är en kattras från USA som härstammar från siamesen och vitfläckiga amerikanskt korthår.

## Historia
Rasens historia går tillbaka till 1960-talet då Dorothy Hinds-Daugherty, en amerikansk uppfödare av siameser, upptäckte tre stycken kattungar med ett ovanligt men tilltalande utseende i en kull. Hon påbörjade ett arbete med att avla fram katter med detta utseende, men den första rasstandaren skrevs av en annan kattuppfödare, Vikki Olander, på 1970-talet. Idag är rasen registrerad av TICA och det internationella kattrasförbundet FIFe godkände rasen 2004. 

## Utseende
Snowshoe har en muskulös och långsträckt kropp med medelhöga ben och runda, stora tassar. Det medelstora huvudet är tämligen runt med breda kinder och kraftig haka. Öronen är breda vid basen, medelstora och med lätt rundade spetsar. De intensivt blå ögonen är valnötsformade och snett placerade. En snowshoe ska vara en välbalanserad katt med alla kroppsdelar välproportionerade, ingen del bör vara mer extrem än den andra. Pälsen är kort, silkig och tätliggande utan underull. 
De färger som förekommer hos snowshoe är de samma som hos siamesen, olika standarder godkänner något olika färger, och rasen förekommer i många olika varianter, exempelvis brun, blå eller choklad med mer eller mindre vitt inslag. Färgteckningen är en kombination av colorpoint och vitfläckighet. Den är maskad, det vill säga ansiktet, öronen, benen och svansen har en mörkare färg än kroppen. Tassarna är vita och katten har också vitt runt nosen.
Den mest önskvärda teckningen är att framtassarna ska vara vita upp till handloven, "sockor", baktassar upp till hasen, "stövlar", och att det ska finnas en vit teckning i ansiktet, som ett introvert V över nosen. Om katten har mer vitt än detta räknas den som tvåfärgad (bicolourtecknad). Snowshoe kan också vara tabbymaskad eller sköldpaddstecknad (trefärgad).

## Karaktär
Snowshoe är en livlig, nyfiken och intelligent katt och som husdjur är den ofta lätthanterlig, tillgiven och sällskaplig. Det är ofta bra att ha två katter som håller varandra sällskap. Dess intelligens gör att den ofta har lätt att lära sig olika lekar och grundläggande lydnadsträning.